# Karel Klíma
Karel Klíma (* 14. února 1951 Plzeň) je český právník a vysokoškolský pedagog.

## Život
V letech 1975–1996 vyučoval na Právnické fakultě Univerzity Karlovy. Od roku 1993 začal vyučovat a později se stal vedoucím Katedry ústavního práva a proděkanem Právnické fakulty Západočeské univerzity v Plzni. Působil zde také na místě prorektora pro zahraniční vztahy a mobilitu. V současnosti je vedoucím Katedry právních disciplín a veřejné správy Metropolitní univerzity Praha  a vyučuje na Katedře ústavního práva Univerzity Komenského v Bratislavě. Zároveň spolu se svou manželkou JUDr. Hanou Klímovou vykonává advokátní praxi.